# Zuie
Zuie är en klan i Liberia.   Den ligger i regionen Gbarpolu County, i den nordvästra delen av landet, 150 km norr om huvudstaden Monrovia.